# Тун (замок)
Тун (нем. Schloss Thun) — средневековый замок в городе Тун, в кантоне Берн, Швейцария. Первые укрепления в этом месте была возведены ещё в XII веке. В настоящее время в комплексе находится музей. Замок Тун является объектом культурного наследия Швейцарии национального значения. По своему типу относится к замкам на вершине.

## История

Герб рода фон Церинген

### Ранний период
В раннем средневековье на вершине замкового холма был построен небольшой форт и церковь. Местные жители могли найти здесь убежище в случае вражеских вторжений. Вокруг стал быстро расти город.
Каменный замок на месте прежних укреплений построил между 1180 и 1190 годами герцог Бертольд V Церинген. От того времени сохранилась часть фундаментов, стен, а также Рыцарский зал. Это просторное помещение с высотой потолка 14 метров являлось центральной частью комплекса и было призвано подчеркнуть престиж и могущество рода фон Церинген. Однако представители этой семьи никогда не жили в замке. Своей главной резиденцией они избрали крепость Бургдорф.

Герб рода фон Кибург

В 1218 году Тун унаследовал род фон Кибург. При их власти главное здание стало на несколько этажей выше. Появились и дополнительные внешние укрепления. Ссора по поводу того, кто будет править южными землями Кибурга привела в 1322 году к тому, что Эберхард II фон Кибург убил своего брата Хартмана II. Причём расправа произошла непосредственно в замке Тун. 
Чтобы защитить свои недавно приобретенные земли от притязаний Габсбургов, Эберхард II затем продал их горожанам Берна. По договорённости с ними, он тут стал хозяином замка в качестве феодального владения. Род фон Кибург правил регионом почти два столетия, пока неудавшийся набег Рудольфа II на Золотурн в 1382 году не положил начало войне, известной как Бургдорферкриг или Кибургеркриг. После нескольких решительных побед ополчения бернцев, дворяне рода фон Кибург были вынуждены пойти на заключение невыгодного для себя мирного договора.
В 1384 году Берн полностью выкупил Тун и Бургдорф, важнейшие крепости земель Кибурга. Замок перешёл под контроль городских властей. В нём разместился не только гарнизон, то также многие муниципальные учреждения. В качестве административной резиденции Тун функционировал несколько столетий.
Власти Берна позаботились о возведении массивной крыши на основным комплексом. Это была сложная и дорогая работа. Но таким образом, внутренний двор оказался полностью под крышей. Строительство проводилось в период с 1430 по 1436 годы. 
Из-за нехватки помещений в тот же период к западу от основной крепости было пристроено административно-жилое крыло. Это сооружение создано в стиле поздней готики. В местной традиции его часто именуют «новый замок».

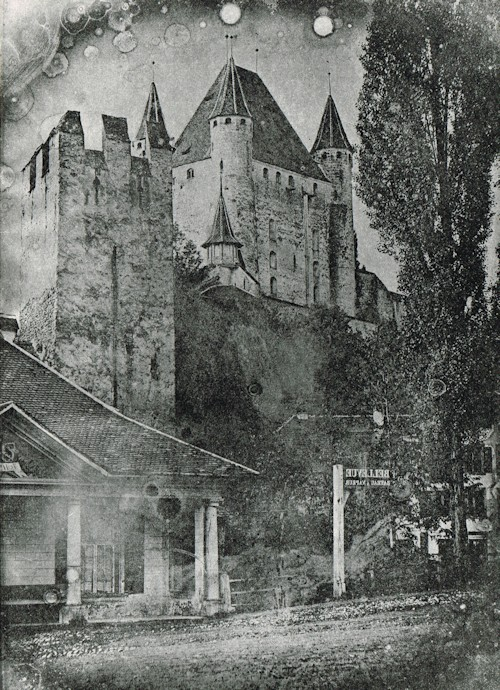
Дагерротипная фотография замка Тун, сделанная Мёллингер, Франциска около 1844 года

### XVI-XIX века
В замке долгое время размещались местный суд, архив, различные службы, а по крайней мере с XVII века и тюрьма. Камеры находились не в подвальных помещениях, как в других крепостях, а под крышей главной бавшни (бергфрида). 
К началу XIX века замок утратил своё военное значение. Многие учреждения разместились в городе Тун в специально построенных зданиях. Крепость стала ветшать. Однако часть судебных служб оставалась в замке.
В 1886 году на территории замка была построена новая тюрьма. А ещё два года спустя, в 1888 году, власти решили открыть здесь музей. К этой мысли их подтолкнул рост потока туристов из разных стран, приезжавших полюбоваться красотами и достопримечательностями Швейцарии. Причём в первое время тюремщик был также продавцом билетов и охранником музея.

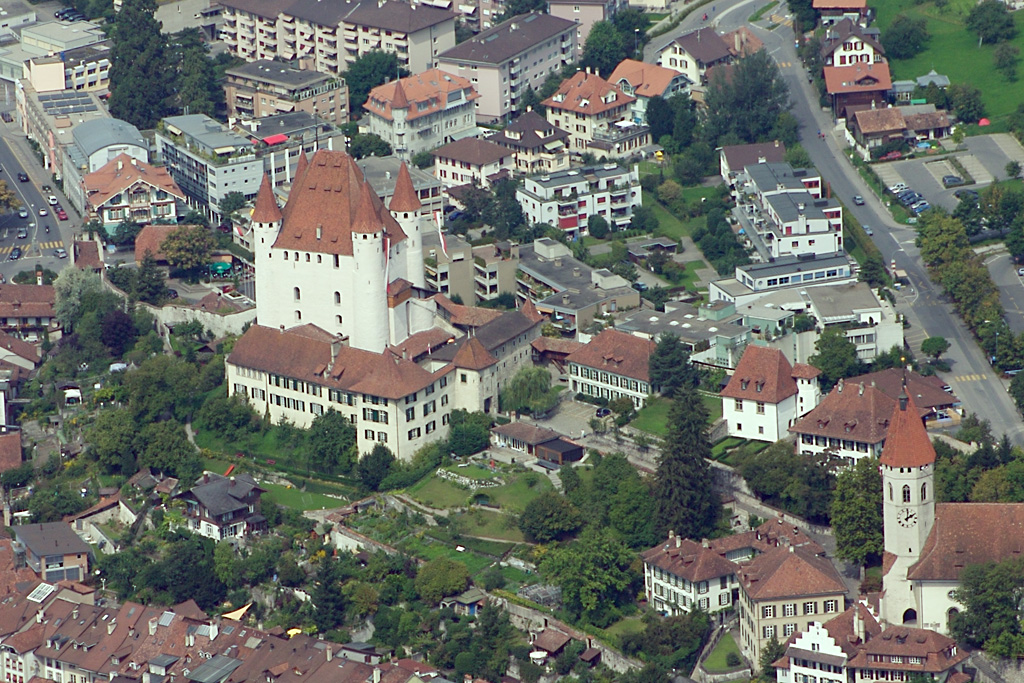
Замок с высоты птичьего полёта

### XX-XXI века
Со временем замок перестали использовать как место заключения. Большинство помещений отдали под постоянные музейные экспозиции или для проведения культурных мероприятий.
В 2006 году замок у кантона Берн выкупил муниципальные власти города Тун. Интересно, что до конца 2009 года в замке располагался окружной суд Бернского округа Оберланд.

## Описание
Основной (верхний) замок представляет из себя мощный бергфрид с единой крышей, имеющий в основании почти ровный прямоугольник. К каждому из углов пристроена круглая башня. Все они одной высоты и имеют одинаковые конические крыши. В этом сооружении пять этажей.
С южной стороны к замку примыкают два крупных крыла, которые вместе с другими зданиями образуют открытый двор и в прежние времена служили внешними укреплениями форбургом.

## Современное использование
Музей замка расположен на пяти этажах главной башни. Здесь размещены постоянные экспозиции, посвящённые культуре и истории региона. Самым древним экспонатам около 4000 лет. Это археологические находки, сделанные в соседних долинах.
Доступ в замок открыт ежедневно с февраля по октябрь. В остальное время года попасть внутрь можно года только по воскресеньям. 
При замке действует гостиница и ресторан. Бывший Рыцарский зал используется для концертов или спектаклей. Также его можно арендовать для проведения частных мероприятий — юбилеев, торжеств и семинаров.

## Галерея

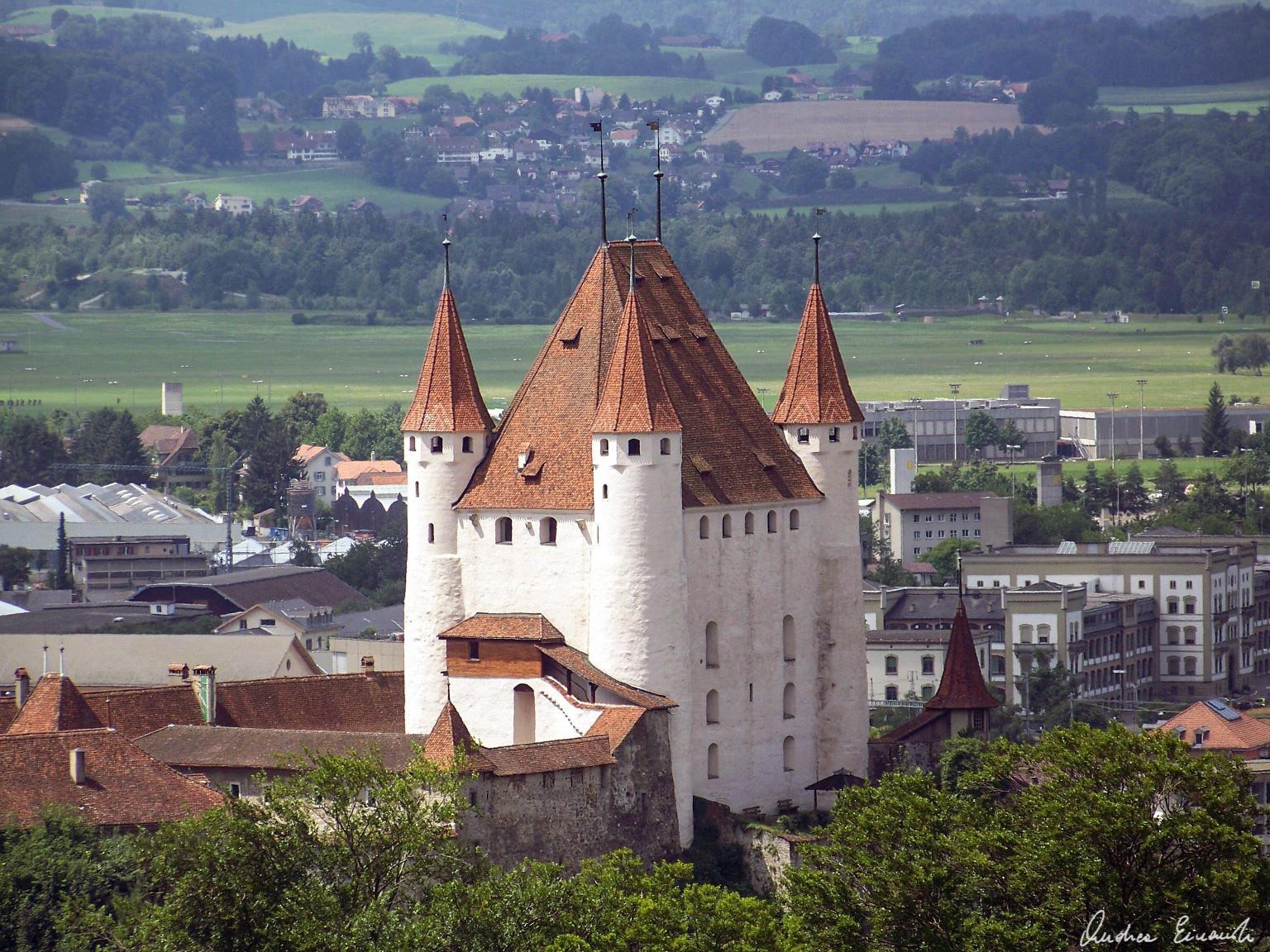
Вид замка с восточной стороны
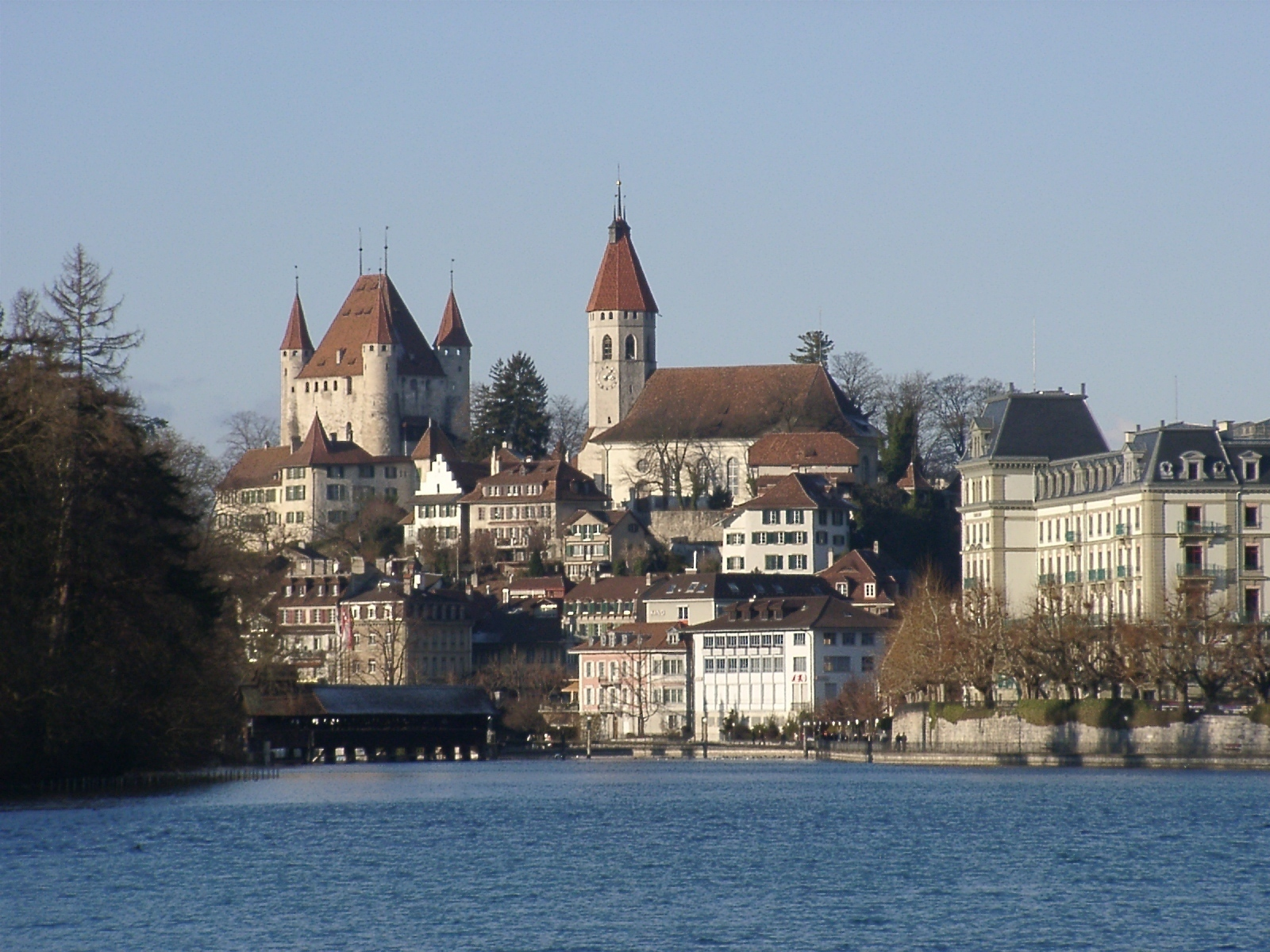
Вид города и замка со стороны реки Аре
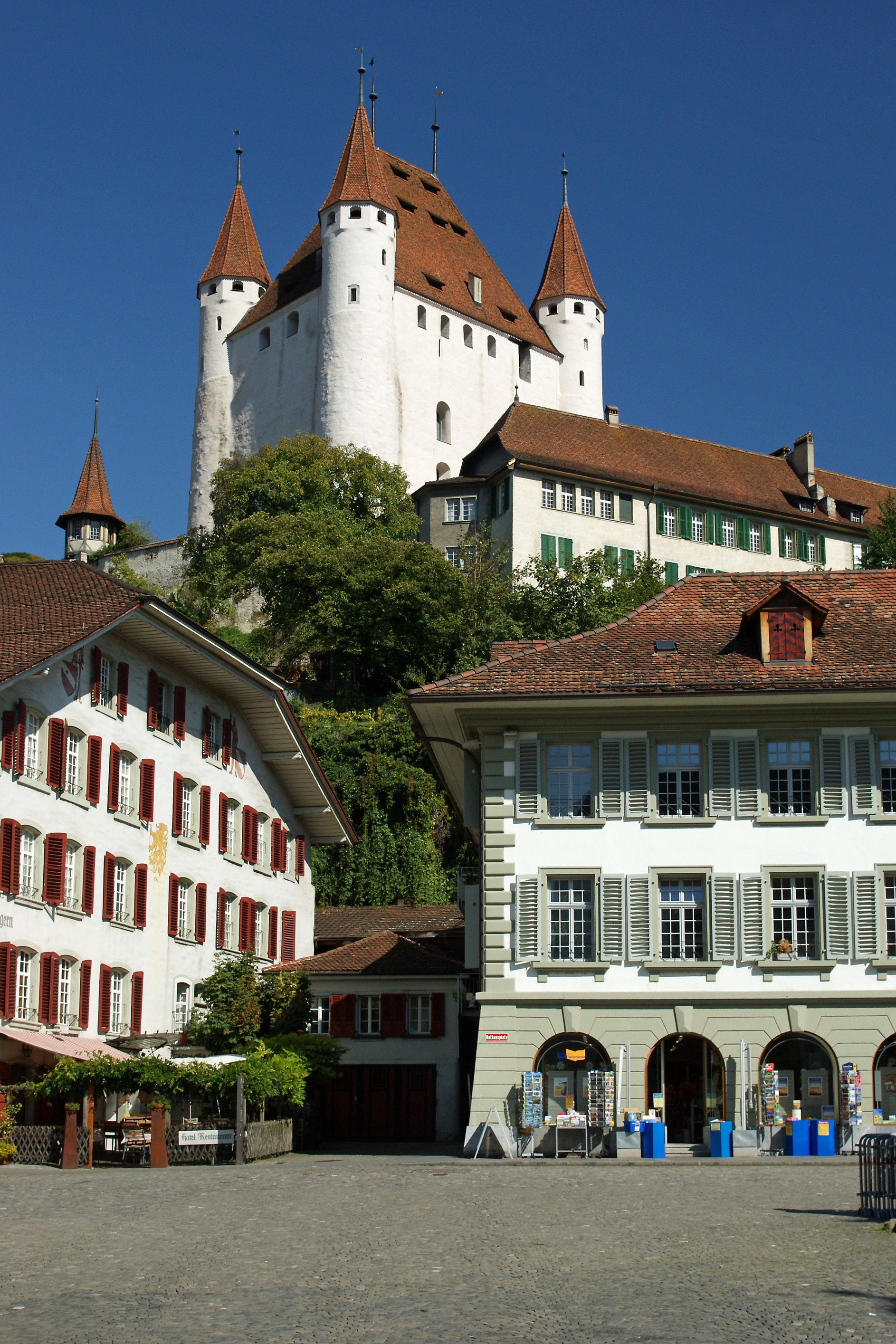
Замок со стороны старинной городской площади
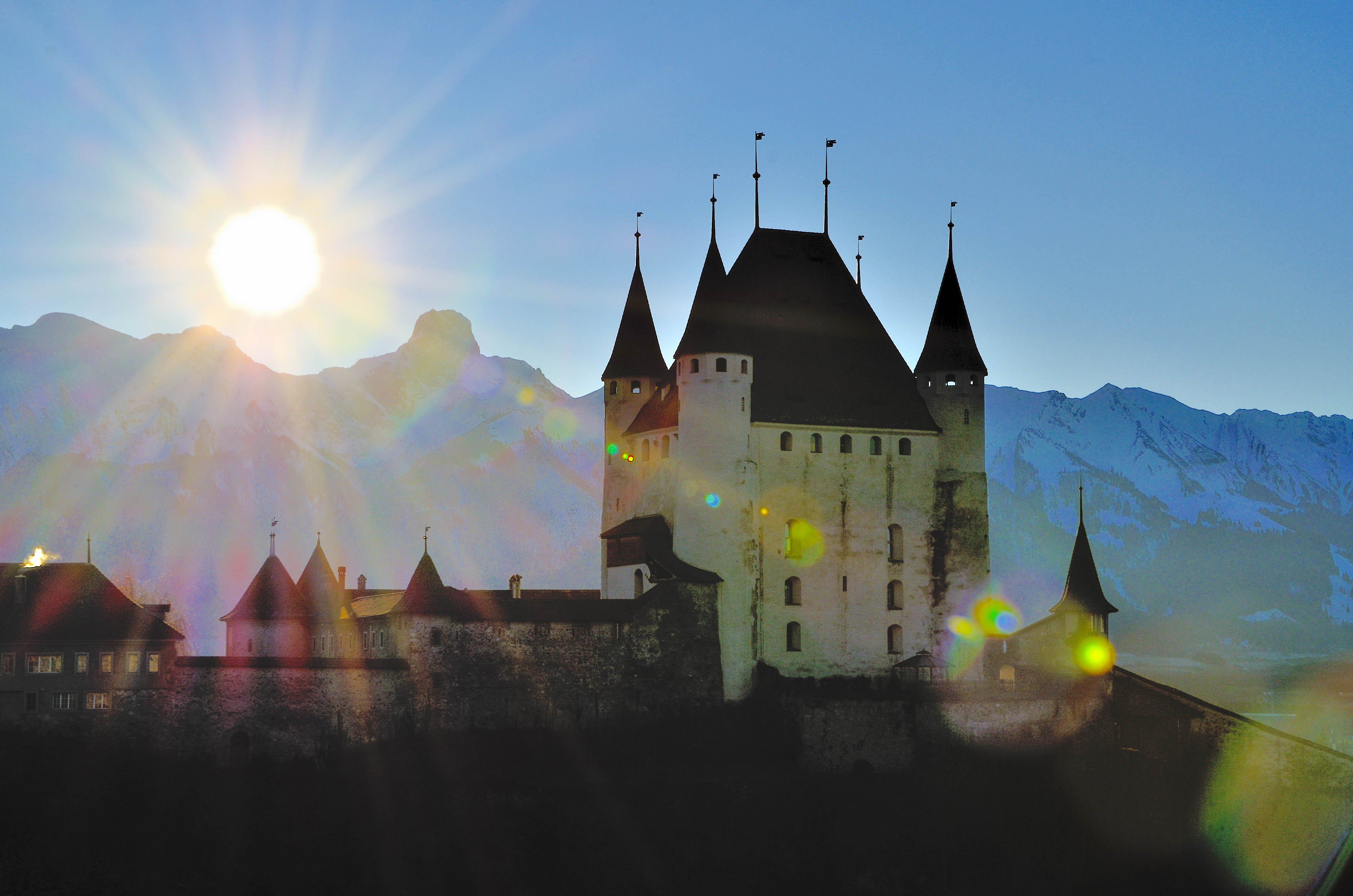
Замок Тун на фоне гор
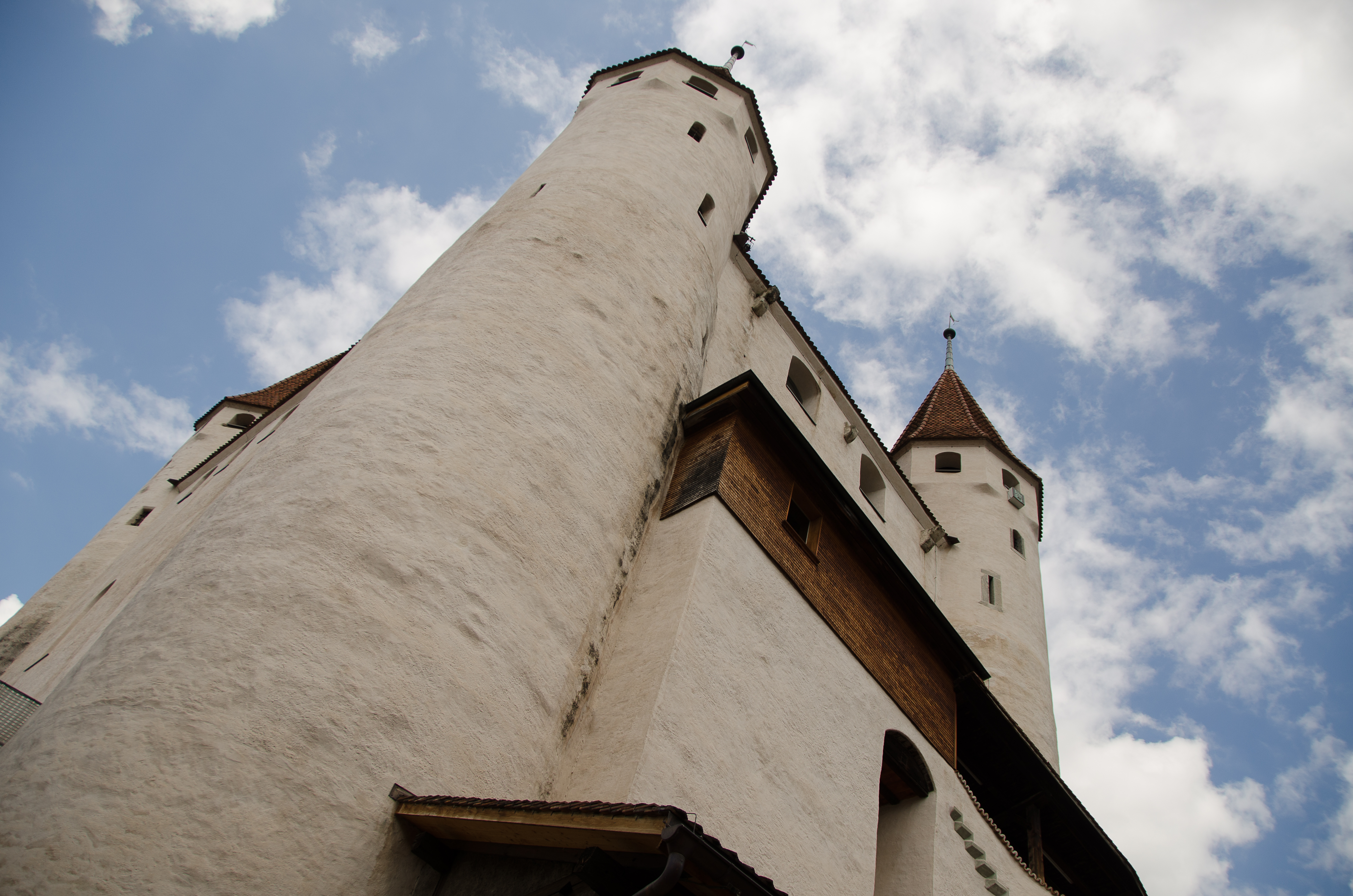
Одна из угловых башен